# Логиновский, Владимир Александрович
Влади́мир Алекса́ндрович Логино́вский (8 октября 1985, Петропавловск, Казахская ССР, СССР) — казахстанский футболист, вратарь клуба «Кызыл-Жар».

## Клубная карьера
В 2002—2009 годах в команде мастеров петропавловского «Кызылжара» (прошлые названия — «Есиль-Богатырь» и «Авангард») сыграл в 71 матче. Несколько матчей отыграл за дочернюю команду «Есиль-Богатырь-2». С 2010 года выступает за талдыкорганский «Жетысу». В сезоне 2010/11 годах сыграл в 23 матчах. В 2011 году в составе «Жетысу» стал серебряным призёром чемпионата. В межсезонье 2012/13 перешёл в «Астану».

## Карьера в сборной
С 2008 года являлся кандидатом в сборную Казахстана. Дебютировал 7 октября 2011 года в матче Бельгия-Казахстан, окончившемся со счетом 4-1 в пользу хозяев поля.. 29 февраля 2012 года Логиновский отстоял «на ноль» в товарищеском матче против сборной Латвии.